# Elecciones al Parlamento de Canarias de 1987

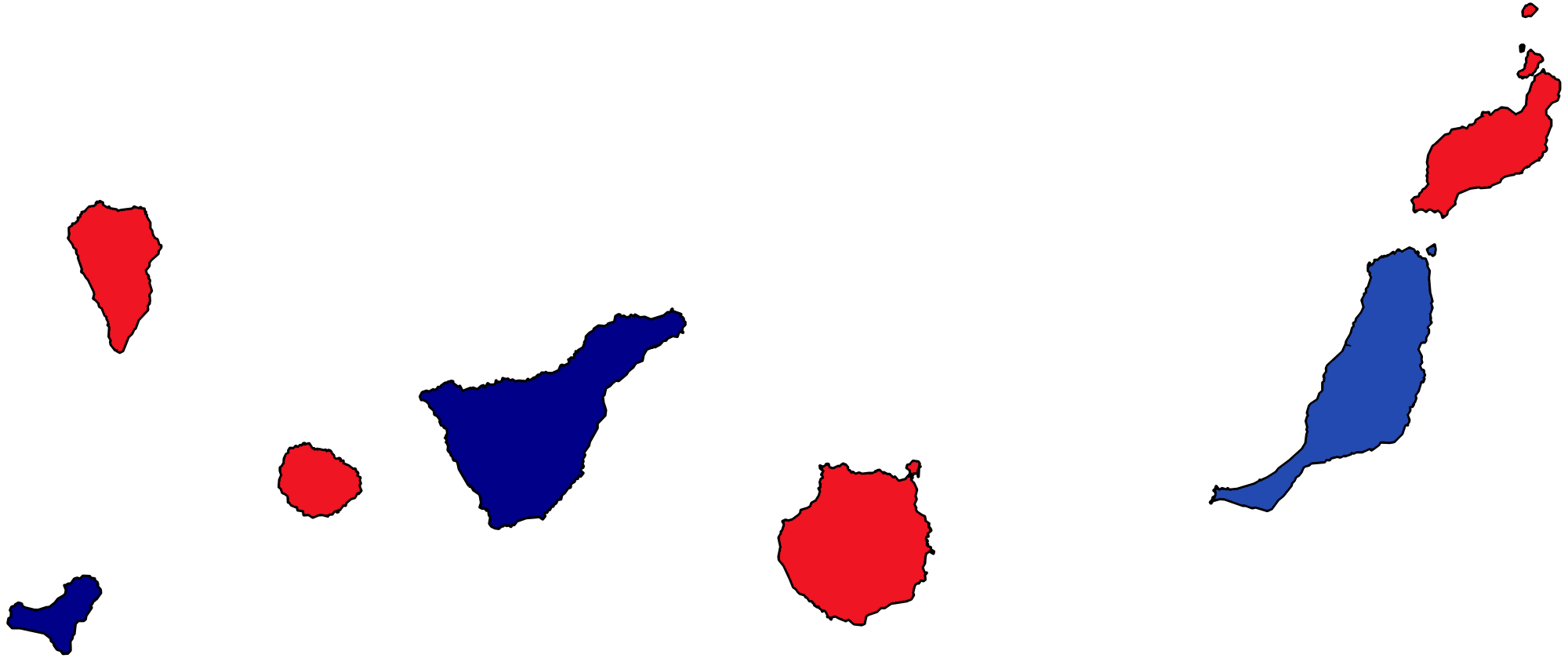
Partido más votado en cada circunscripción:
AIC
PSOE
AM

Las Elecciones al Parlamento de Canarias de 1987 se celebraron el 10 de junio. El PSOE volvió a ganar las elecciones, al igual que en 1983, pero un tetrapartito formado por el CDS, las AIC, AP y la Agrupación Herreña Independiente desalojó a Jerónimo Saavedra del poder. Fue investido presidente Fernando Fernández Martín, del CDS, que fue sustituido en 1989 por Lorenzo Olarte, de su mismo partido.
Las circunscripciones electorales corresponden a cada una de las islas del siguiente modo:
- El Hierro: 3 parlamentarios
- La Gomera: 4 parlamentarios
- Fuerteventura: 7 parlamentarios
- Lanzarote: 8 parlamentarios
- La Palma: 8 parlamentarios
- Tenerife: 15 parlamentarios
- Gran Canaria: 15 parlamentarios

El sistema electoral canario había sido configurado de tal forma que cada provincia tuviera el mismo número de diputados entre sí (30 diputados para la provincia de Provincia de Las Palmas y otros 30 para la provincia de Provincia de Santa Cruz de Tenerife, que las islas capitalinas tuvieran el mismo número de diputados (15 para Tenerife y Gran Canaria) y que la suma de los diputados de las islas capitalinas fuera el equivalente a la suma de los representantes de las islas no capitalinas (30 diputados para Tenerife y Gran Canaria y 30 para las islas de Lanzarote, Fuerteventura, La Palma, La Gomera y El Hierro). A esto se le conoce como "Triple Paridad" y surgió como solución a un problema de Pleito insular entre las islas de Tenerife y Gran Canaria principalmente y entre las islas capitalinas y no capitalinas en menor medida. 
Eso explicaría el desajuste de diputados obtenidos por partidos, ya que Asamblea Majorera, teniendo muchos menos votos que Asamblea Canaria-Izquierda Nacionalista Canaria e Izquierda Canaria Unida, ha obtenido un diputado más, pues en Fuerteventura costaba menos conseguir un escaño que en islas como Gran Canaria donde Asamblea Canaria-Izquierda Nacionalista Canaria consiguió sus dos escaños. También es evidente el caso de Centro Democrático y Social, que consiguió más escaños que Agrupaciones Independientes de Canarias obteniendo menos votos que este último.
El CDS conseguiría, apoyado por AIC y AP, la única presidencia autonómica en su historia como partido.

## Resultados
| ← Elecciones al Parlamento de Canarias de 1987 → |                                                                   |           |         |       |         |      |
| Presidente y gobierno | Partido                                                           | Candidato | Votos   | %     | Escaños | +/-  |
| - Presidente: Fernando Fernández Martín (1987-1989) Lorenzo Olarte (1989-1991) - Gobierno: AP-CDS-AIC - Censo: 1.034.863 - Votantes: 676.795 (65,4%) - Abstención: 358.068 (34,6%) - Válidos: - A candidatura: | Partido Socialista Obrero Español (PSOE)                          |           | 185.749 | 27,85 | 21      | -6   |
| - Presidente: Fernando Fernández Martín (1987-1989) Lorenzo Olarte (1989-1991) - Gobierno: AP-CDS-AIC - Censo: 1.034.863 - Votantes: 676.795 (65,4%) - Abstención: 358.068 (34,6%) - Válidos: - A candidatura: | Agrupaciones Independientes de Canarias (AIC)                     |           | 134.667 | 20,26 | 11      | +9 a |
| - Presidente: Fernando Fernández Martín (1987-1989) Lorenzo Olarte (1989-1991) - Gobierno: AP-CDS-AIC - Censo: 1.034.863 - Votantes: 676.795 (65,4%) - Abstención: 358.068 (34,6%) - Válidos: - A candidatura: | Centro Democrático y Social (CDS)                                 |           | 130.297 | 19,6  | 13      | +7   |
| - Presidente: Fernando Fernández Martín (1987-1989) Lorenzo Olarte (1989-1991) - Gobierno: AP-CDS-AIC - Censo: 1.034.863 - Votantes: 676.795 (65,4%) - Abstención: 358.068 (34,6%) - Válidos: - A candidatura: | Alianza Popular (AP)                                              |           | 74.767  | 11,25 | 6       | -11  |
| - Presidente: Fernando Fernández Martín (1987-1989) Lorenzo Olarte (1989-1991) - Gobierno: AP-CDS-AIC - Censo: 1.034.863 - Votantes: 676.795 (65,4%) - Abstención: 358.068 (34,6%) - Válidos: - A candidatura: | Asamblea Canaria-Izquierda Nacionalista Canaria (AC-INC)          |           | 46.229  | 6,96  | 2       | =    |
| - Presidente: Fernando Fernández Martín (1987-1989) Lorenzo Olarte (1989-1991) - Gobierno: AP-CDS-AIC - Censo: 1.034.863 - Votantes: 676.795 (65,4%) - Abstención: 358.068 (34,6%) - Válidos: - A candidatura: | Izquierda Canaria Unida (ICU)                                     |           | 40.837  | 6,14  | 2       | +1 b |
| - Presidente: Fernando Fernández Martín (1987-1989) Lorenzo Olarte (1989-1991) - Gobierno: AP-CDS-AIC - Censo: 1.034.863 - Votantes: 676.795 (65,4%) - Abstención: 358.068 (34,6%) - Válidos: - A candidatura: | Asamblea Majorera (AM)                                            |           | 5.423   | 0,82  | 3       | =    |
| - Presidente: Fernando Fernández Martín (1987-1989) Lorenzo Olarte (1989-1991) - Gobierno: AP-CDS-AIC - Censo: 1.034.863 - Votantes: 676.795 (65,4%) - Abstención: 358.068 (34,6%) - Válidos: - A candidatura: | Agrupación Herreña Independiente (AHI)                            |           | 1.415   | 0,21  | 2       | +1   |
| - Presidente: Fernando Fernández Martín (1987-1989) Lorenzo Olarte (1989-1991) - Gobierno: AP-CDS-AIC - Censo: 1.034.863 - Votantes: 676.795 (65,4%) - Abstención: 358.068 (34,6%) - Válidos: - A candidatura: | Unión Canaria de Centro (UCC)                                     |           | 15.580  | 2,34  | 0       | -1 c |
| - Presidente: Fernando Fernández Martín (1987-1989) Lorenzo Olarte (1989-1991) - Gobierno: AP-CDS-AIC - Censo: 1.034.863 - Votantes: 676.795 (65,4%) - Abstención: 358.068 (34,6%) - Válidos: - A candidatura: | Partido Demócrata Popular-Centristas Canarios (PDP-CC)            |           | 13.274  | 2,00  | 0       |      |
| - Presidente: Fernando Fernández Martín (1987-1989) Lorenzo Olarte (1989-1991) - Gobierno: AP-CDS-AIC - Censo: 1.034.863 - Votantes: 676.795 (65,4%) - Abstención: 358.068 (34,6%) - Válidos: - A candidatura: | Congreso Nacional de Canarias (CNC)                               |           | 8.769   | 1,32  | 0       |      |
| - Presidente: Fernando Fernández Martín (1987-1989) Lorenzo Olarte (1989-1991) - Gobierno: AP-CDS-AIC - Censo: 1.034.863 - Votantes: 676.795 (65,4%) - Abstención: 358.068 (34,6%) - Válidos: - A candidatura: | Partido Socialista de los Trabajadores (PST)                      |           | 2.100   | 0,32  | 0       |      |
| - Presidente: Fernando Fernández Martín (1987-1989) Lorenzo Olarte (1989-1991) - Gobierno: AP-CDS-AIC - Censo: 1.034.863 - Votantes: 676.795 (65,4%) - Abstención: 358.068 (34,6%) - Válidos: - A candidatura: | Unión de Nacionalistas de Izquierda (UNI)                         |           | 1.287   | 0,19  | 0       |      |
| - Presidente: Fernando Fernández Martín (1987-1989) Lorenzo Olarte (1989-1991) - Gobierno: AP-CDS-AIC - Censo: 1.034.863 - Votantes: 676.795 (65,4%) - Abstención: 358.068 (34,6%) - Válidos: - A candidatura: | Plataforma Humanista (PH)                                         |           | 1.146   | 0,16  | 0       |      |
| - Presidente: Fernando Fernández Martín (1987-1989) Lorenzo Olarte (1989-1991) - Gobierno: AP-CDS-AIC - Censo: 1.034.863 - Votantes: 676.795 (65,4%) - Abstención: 358.068 (34,6%) - Válidos: - A candidatura: | Frepic-Awañak                                                     |           | 1.106   | 0,16  | 0       |      |
| - Presidente: Fernando Fernández Martín (1987-1989) Lorenzo Olarte (1989-1991) - Gobierno: AP-CDS-AIC - Censo: 1.034.863 - Votantes: 676.795 (65,4%) - Abstención: 358.068 (34,6%) - Válidos: - A candidatura: | Partido de los Trabajadores de España - Unidad Comunista (PTE-UC) |           | 1.146   | 0,16  | 0       |      |
| - Presidente: Fernando Fernández Martín (1987-1989) Lorenzo Olarte (1989-1991) - Gobierno: AP-CDS-AIC - Censo: 1.034.863 - Votantes: 676.795 (65,4%) - Abstención: 358.068 (34,6%) - Válidos: - A candidatura: | Partido Tagoror (PT)                                              |           | 552     | 0,08  | 0       |      |
| - Presidente: Fernando Fernández Martín (1987-1989) Lorenzo Olarte (1989-1991) - Gobierno: AP-CDS-AIC - Censo: 1.034.863 - Votantes: 676.795 (65,4%) - Abstención: 358.068 (34,6%) - Válidos: - A candidatura: | Unión Democrática Canaria (UDC)                                   |           | 428     | 0,08  | 0       |      |
| - Presidente: Fernando Fernández Martín (1987-1989) Lorenzo Olarte (1989-1991) - Gobierno: AP-CDS-AIC - Censo: 1.034.863 - Votantes: 676.795 (65,4%) - Abstención: 358.068 (34,6%) - Válidos: - A candidatura: | En blanco                                                         | N/A       | 4.321   | 0,6   | N/A     | N/A  |
| - Presidente: Fernando Fernández Martín (1987-1989) Lorenzo Olarte (1989-1991) - Gobierno: AP-CDS-AIC - Censo: 1.034.863 - Votantes: 676.795 (65,4%) - Abstención: 358.068 (34,6%) - Válidos: - A candidatura: | Nulos                                                             | N/A       |         |       | N/A     | N/A  |

a Contando los 2 diputados de Agrupación Gomera Independiente en 1983.

b Respecto al Partido Comunista de Canarias-PCE en 1983.

c Respecto a Convergencia Nacionalista Canaria en 1983.

### Elección e investidura del presidente de Canarias
| Candidato | Fecha                                                       | Voto       |    |    |    |   | AM | AC-INC |   |   | Total |
| --- | ----------------------------------------------------------- | ---------- | -- | -- | -- | - | -- | ------ | - | - | ----- |
| Fernando Fernández Martín (CDS) | 29 de julio de 1987 Mayoría requerida: Absoluta (31/60)     | Sí         |    | 13 | 10 | 6 |    |        |   | 2 | 31/60 |
| Fernando Fernández Martín (CDS) | 29 de julio de 1987 Mayoría requerida: Absoluta (31/60)     | No         | 21 |    |    |   | 3  | 2      | 2 |   | 28/60 |
| Fernando Fernández Martín (CDS) | 29 de julio de 1987 Mayoría requerida: Absoluta (31/60)     | Abstención |    |    |    |   |    |        |   |   | 0/60  |
| Lorenzo Olarte (CDS) | 27 de diciembre de 1988 Mayoría requerida: Absoluta (31/60) | Sí         |    | 12 | 11 | 6 |    |        |   | 2 | 31/60 |
| Lorenzo Olarte (CDS) | 27 de diciembre de 1988 Mayoría requerida: Absoluta (31/60) | No         | 21 |    |    |   | 3  | 2      | 2 |   | 28/60 |
| Lorenzo Olarte (CDS) | 27 de diciembre de 1988 Mayoría requerida: Absoluta (31/60) | Abstención |    |    |    |   |    |        |   |   | 0/60  |
| Faltó a la investidura de Fernando Fernández Martín un diputado de AIC. Faltó a la investidura de Lorenzo Olarte un diputado del CDS. |                                                             |            |    |    |    |   |    |        |   |   |       |